# 語言構詞分類
语言的構詞形态分类（英語：morphological typology），是將語言依據構詞型態进行分类的一門學科，屬於语言类型学的一個子類。構詞是指語素构成單詞的方式，可分為分析語和綜合語。分析语几乎没有词形变化，往往一個詞僅包含一個語素，透過語序、助词、句法等方式来传达多元的意义；与分析语不同的是综合语，有詞型變化，一個詞可包含多個語素。綜合語可再細分为两类：黏着语和屈折语。黏着語單純將多個語素以黏著的方式構詞，較容易分析語素之間的關係；而屈折语使用不規則的方式構詞，或将多個概念的語素融合在一起構詞，因此有時較難分析出原始的構詞關係。黏着语的一个子类型是多式综合语，允許極端高程度的黏著法構詞（agglutination）。
最早由德國學者威廉·馮·洪堡提出。
在世界各地都能找到分析语、屈折语和黏着语。不过，每个类别都在一些语族和地区占主导地位，却在其他语族和地区中基本不存在。分析语包括汉藏语系，其中有汉语及东南亚、太平洋、西非，和一些日耳曼语言。屈折语包括印欧语系的大多数语言—例如，法语、俄语、印地语—以及闪米特语族和乌拉尔语族的一些语言。世界上的大多数语言是黏着语，包括突厥语族、日本－琉球语系和班图语支的语言，以及美洲、澳洲、高加索、非斯拉夫语族的俄罗斯的语族。人工語言会有多种句构排列。
分立的形态分类的概念并非没有受到批评。一些语言学家认为，大多数（甚至可能是所有）语言都是处于持久的转型状态，一般会从屈折语到分析语到黏着语再回到屈折语。其他一些语言学家对这些类别的定义有异议，认为它们将一些截然不同的可变因素混为一谈。

## 分析语

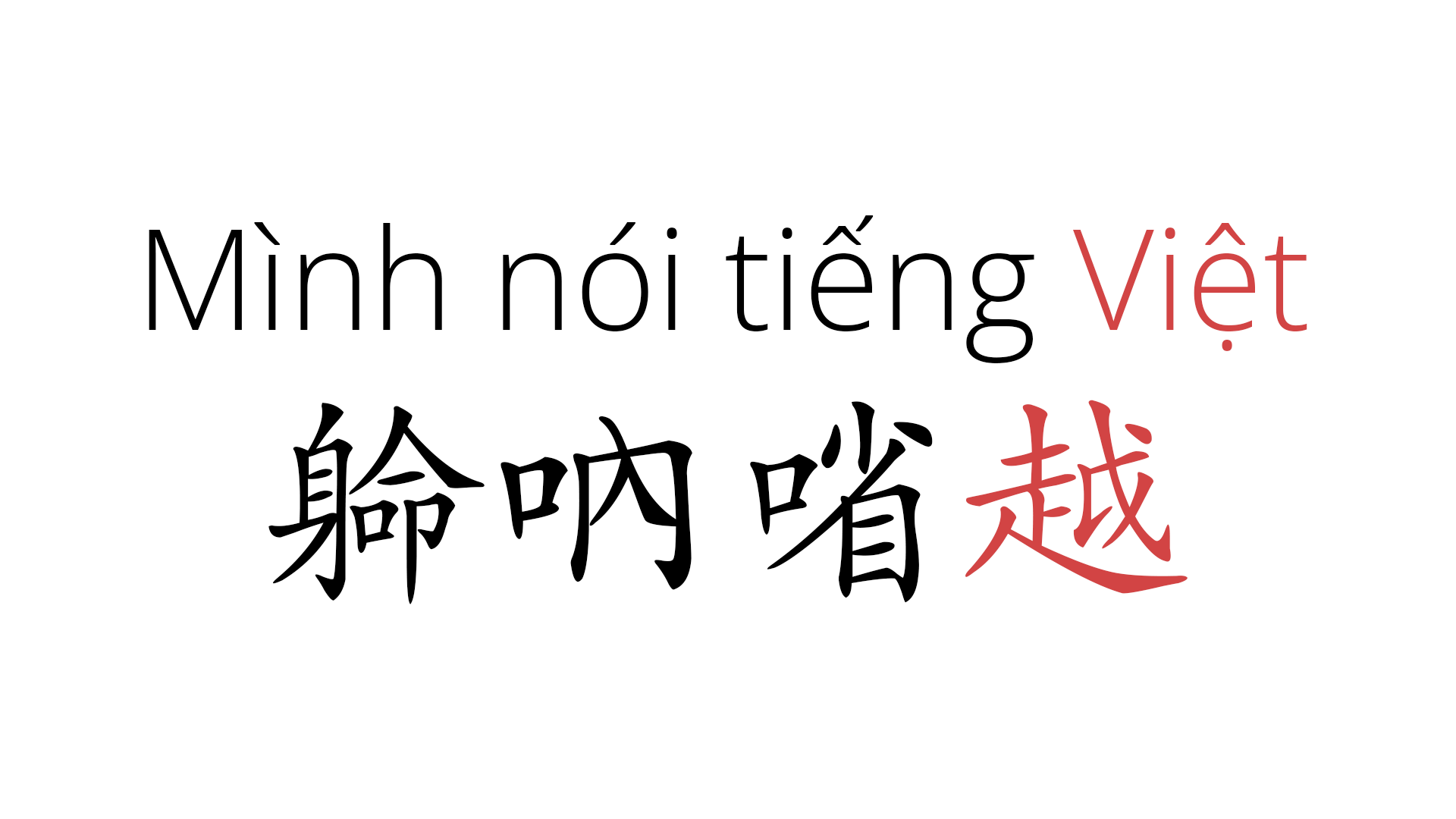
“我会说越南语”。注意单词的声调、单音节性质；这在分析语中很常见，也就是说几乎没有词形变化，单词用本身表示。

分析语的語素与單詞之比很低；实际上，这种对应几乎是一对一的。分析语中的句子是由独立词根语素构成的。词与词之间的语法关系是通过单独的词来表示的，不过也可能用词缀来表示，只是不怎么出现在此类语言中。词语中只有极少或没有词形变化：往往是不变的。语法种类是通过词序（如疑问句动词与主语倒置）或通过引入额外的词（如在表示复数的时候，使用“一些”或“许多”，而非类似英语中-s的变化）。个别词具有一般性的意思（根概念）；细微之处是通过其他词来表达。最后，分析语的语境与句法要比词法更重要。
分析语包括一些主要的東亞語言，如汉语和越南语。注意这些语言的表意书写系统在根据分析语（或孤立语）词法组织成连贯的语言过程中发挥着重要作用（参见正寫法）。
英语和南非語雖然有屈折语的構詞變化，但相較其他印歐語系語言，其比例相對偏低，固一定程度上也作為分析语。

### 孤立语
分析語中一个極端的類型就是孤立语，这类语言中幾乎所有語素都單獨成詞，或接近「一個詞僅由一個語素構成」的樣貌。例如：現代漢語即是一個典型的孤立語。依照語言學家的定義與分類標準不同，孤立語有時不與分析語做區別。

## 综合语
综合语是通过多個語素相結合来形成单词的。这些语素可能可以清楚地區分，也有可能不容易区分，它们可能会彼此融合或不規則地變化（因为多个语法信息可能会被合起来成为一个语素）。相对于分析语来说，这些语言中词序不是特别重要，因为原本需要用句法来表示的语法关系通过单独的词就可以表示了。此外，语法范畴上往往会达到高度的一致。因此，综合语中的词法比句法更重要。大多数印欧语系的语言都一定程度上属于综合语。
根据语素是否容易区分出来把综合语分为两种子类型：黏着语和屈折语。

### 黏着语
又称胶着语。黏着语有词的形态变化，每个語素只表示一种语法意义，通过語素黏著的方式来形成新的意義，語素之間的構詞關係較容易區分出來。土耳其语、蒙古語、芬兰语、馬札兒语、日语、朝鲜语、泰米爾語等都是黏着语。

### 屈折语
在屈折语中，一个語素可以同时表示多个语法意义，多個語素可能会彼此融合，或直接以不規則的變化形成新的意義，語素之間的構詞關係較不容易區分出來。印欧语系和闪-含语系下的很多语言都是屈折语。

### 多式综合语
多式综合语是一种特殊、極端高程度的綜合語，一個詞所含的語素量相當豐富，又称合体语或编插语。许多美洲原住民語言属于多式综合语。